# 西宮市立中央体育館
西宮市立中央体育館（にしのみやしりつちゅうおうたいいくかん）は、兵庫県西宮市の西宮市立中央運動公園にある体育館である。2015年から2023年まで西宮ストークス (現：神戸ストークス) が本拠地として使用していた。

## 概要
バレーボール3面、バスケットボール2面、フットサル2面、バドミントン8面、卓球27面分のスペースを有す。阪神地域の各種地区大会開催から、西宮市に関わりのあるトップアスリートらによる異競技連携組織アスレチック・リエゾン西宮の拠点、プロバスケットボールの試合会場として利用される。
2006年ののじぎく兵庫国体ではボクシング会場となり、当時興國高校3年だった井岡一翔が史上3人目となる高校六冠を達成したのも本体育館である。

## プロスポーツ興行

### ストークスのホームアリーナとして
兵庫ストークス時代の2011年12月4日に初めてホームゲームが開催され、2015年からは西宮ストークスの本拠地としてホームゲームを開催していた。
初開催となったJBL2・黒田電気戦には、1,500人弱の観客が訪れ、試合終了後の記者会見で、次シーズンのJBLへの加入申請が発表された。
それから3年半が経過した2015年7月、有料試合を継続的に開催するための枠組みとして、当体育館を年間10日程度優先利用できる枠組みを西宮市が考案。また、2016年に発足するBリーグ1部の参入条件である「5,000人規模の会場の確保が必要」を満たすために、当体育館の建て替え計画の交渉を行っていることを発表した。ストークスは同月、本拠地を西宮市に定め、チーム名を西宮ストークスに変更。開幕シリーズとなったリンク栃木戦では、球団初となる2連戦共に観客動員2,000人越えを記録した。
しかし、2019年にJPBLが中長期計画を発表し、将来構想における新1部の基準を当体育館では満たせないこととなったため、ストークスは2023年に神戸市へ再移転した。再移転後も複数回ホームゲームを当体育館で開催したが、ジーライオンアリーナ神戸開業に伴い、2024年12月29日が最後のホームゲームとなった。通算ホームゲーム開催回数は162回。

## アクセス
- 阪急電鉄西宮北口駅より、徒歩約20分
- JR西宮駅より、徒歩約20分
- 阪急西宮北口駅、阪急甲東園駅、JR西宮駅、阪神西宮駅より阪急バス・阪神バスに乗り、市民運動場前で下車